# 도로시 한신 안데르센
도로시 한신 앤더슨(Dorothy Hansine Andersen, 1901년 5월 15일 - 1963년 3월 3일)은 미국의 의사, 소아과 의사, 병리학자로 낭포성 섬유증 질병을 처음으로 식별하여 기술하고 그 이름을 지은 사람이다. 이러한 공로로 1939년에 E. 미드 존슨 상을 수상했다. 2002년에 국립 여성 명예의 전당에 헌액되었다.

## 어린 시절
도로시 한신 안데르센은 1901년 5월 15일 노스캐롤라이나 주 애슈빌에서 태어났다. 그녀 아버지 한스 피터 안데르센(Hans Peter Andersen)이 1914년에 사망하여 그녀는 병든 어머니를 돌보는 모든 책임을 떠 맡게 되었다. 앤더슨의 어머니는 버몬트 주 세인트 존스베리로 이사한 후 1920년에 세상을 떠났다.

## 교육 및 초기 경력
1922년 안데르센은 마운트 홀리오크 칼리지에서 동물학 및 화학 학사 학위를 받았다. 나중에 존스 홉킨스 의과대학에 진학하여 플로렌스 레나 사빈 밑에서 처음으로 연구를 시작했다. 안데르센의 처음 연구 논문 두편은 암퇘지의 생식 기관에 있는 림프관과 혈관에 관한 것이었다. 이 두 논문은 모두 《Contributions to Embryology》에 게재되었다.
존스 홉킨스 의과대학을 졸업한 안데르센은 로체스터 의과대학에서 해부학 조교로 재직했고, 1년 후 뉴욕주 로체스터에 있는 스트롱 기념 병원에서 수술 인턴이 되었다. 인턴 기간을 마친 후 안데르센은 여성이라는 점 때문에 병원의 일반외과 레지던트 자격이 거부되었는데, 이로 인해 안데르센은 연구에 집중하게 되었다.
1929년에 그녀는 컬럼비아 대학의 내과 및 외과 대학에서 병리학 조교로 일하기 시작했다. 나중에 그녀는 컬럼비아 의과대학의 강사로 교수진에 합류하라는 요청을 받았다. 연구 경력을 더 쌓기 위해 안데르센은 컬럼비아 대학교에서 내분비학을 공부하면서 의학 박사 학위를 준비하기 시작했다. 구체적으로, 쥐의 성적 성숙의 시작과 속도에 대한 내분비선의 영향을 연구했다. 1935년에 컬럼비아 대학교에서 박사 학위를 받았다.

## 병리학에 집중
그녀는 컬럼비아 프레즈비테리언 의료센터의 유아 병원에서 병리학자가 되었다. 이것은 안데르센이 남은 의료 경력 동안 계속 재직하게 된 곳이다. 1945년 안데르센은 유아 병원의 보조 소아과 의사라는 직함을 받았다.
그녀는 해부학에 대한 지식 때문에 제2차 세계 대전 중에 국군 병리학 연구소의 컨설턴트로 호출을 받았다. 1952년에 그녀는 유아 병원의 병리과 과장이 되었다. 그해 말에는 엘리자베스 블랙웰 상을 수상했다.

## 연구 경력
연구 경력 동안 도로시 한신 안데르센은 소화 또는 호흡 문제가 있는 많은 어린이를 연구하고 이러한 문제로 사망한 어린이를 부검했다. 부검을 수행하는 동안 그녀는 셀리악병으로 사망한 많은 환자들이 췌장 흉터로 포위되어 있으며 액체로 채워진 낭종을 가지고 있음을 발견했다. 또한 폐에서 유사한 흉터와 조직 손상을 발견했다. 이러한 요인으로 인해 그녀는 폐와 췌장 손상이 "췌장의 낭성 섬유증"이라고 부르는 동일한 질병에서 비롯되었다는 결론에 도달하게 되었다. 낭포성이라는 이름은 섬유증이 발견된 낭종에 대해 설명하며 폐와 췌장의 반흔 조직을 설명한다. 그녀의 연구는 1938년 《미국 아동질병 저널》(American Journal of Diseases of Children)에 발표되었다.그녀는 이 질병을 식별한 공로가 인정되어 1939년에 E. 미드 존슨 상을 수상했다.
1942년 유아 병원에서 안데르센은 컬럼비아 대학교에서 일했던 폴 디 상타그네스(Paul di Sant'Agnese)와 함께 낭포성 섬유증에 대하여 효율적인 최초의 진단 테스트를 개발했다. 1948년 미국 소아과학회 "낭포성 섬유증으로 인한 사망의 주요 원인인 호흡기 감염을 완화하는 다양한 항생제의 효과 결정"이라는 제목으로 영양학 연구에 공헌한 앤더슨에게 〈보든 브론즈 상패〉를 수여했다.
1958년까지 안데르센은 컬럼비아 내과 및 외과 칼리지의 전임 교수였다. 이 기간 동안 안데르센은 《만성질환 저널》(Journal of Chronic Diseases)에서, 그녀의 연구 결과가 낭포성 섬유증에 해당하는 것으로 종전에는 초기 유아기에 치명적이라고 생각되는 열성 유전병으로 생각되었지만, 이제는 대부분의 환자들이 초기 성인기까지 생존한다는 것을 발견하였다고 서술하였다. 안데르센은 1959년 젊은 성인의 낭포성 섬유증 재발에 관한 마지막 논문을 발표했다.
연구자들은 1980년대 초까지 낭포성 섬유증의 원인을 규명할 수 없었다. 당시 단일 돌연변이가 막관통 단백질의 불완전한 합성의 원인으로 확인되어 주로 췌장과 기도에서 두껍고 막힌 분비물을 초래했다.
낭포성 섬유증에 대한 연구 외에도 도로시 한신 안데르센은 초창기에 안데르센 병으로도 알려진 희귀한 글리코겐 저장병인 제4형 글리코겐 저장병 (GSD IV)을 조사하여 설명했는데, 이는 글리코겐 분지 효소의 활성 부족으로 간에서 글리코겐이 축적되어 발생하게 된다. 이 질병은 상염색체 열성 방식으로 유전되며 최초 증상은 아이의 생후 첫 몇 달 동안 나타나기 시작하며 환자는 일반적으로 생후 몇 년 이내에 사망하게 된다.

## 사생활
안데르센은 교수로서 호평을 받았고, 내성적인 성격을 가졌으며, 종종 "여성답지 않은" 것으로 여겨지기도 하는 하이킹, 카누 타기, 목공 등의 활동적인 라이프스타일을 즐겼다. 그녀에 대한 일부 비판은, 그녀의 전문 의학 분야에 대한 재능과 공헌에 대한 지지자들에 의해서 변호되었다.
안데르센은 경력 말기에 폐암에 걸려 1962년에 수술을 받았는데, 1963년 3월 3일 뉴욕주 뉴욕에서 61세의 나이로 사망했다.

## 사후 수상
1963년 그녀가 사망한 후 그 업적은 더 많은 인정을 받아서, 컬럼비아 프레즈비테리언 의료센터에서 탁월한 공로 메달(Distinguished Service Medal)을 받았다. 낭포성 섬유증에 대한 그녀의 연구를 기념하여 도로시 한신 안데르센은 2002년 국립 여성 명예의 전당에 헌액되었다.

## 같이 보기
- 안데르센 병

## 추가 자료
- Shearer, Barbara; Shearer, Benjamin (1996). 《Notable women in the life sciences : a biographical dictionary》 1. publ.판. Westport, Conn. [u.a.]: Greenwood Press. ISBN 978-0313293023.
- Windsor, Laura Lynn (2002). 《Women in medicine : an encyclopedia》. Oxford: ABC-Clio. ISBN 9781576073926.